# Nadiya Rozhon
Nadiya Ivanovna Rozhon (ukrainien : Надежда Ивановна Розгон), née le 15 novembre 1952 à Talne (RSS d'Ukraine), est une ancienne rameuse soviétique d'origine ukrainienne. Elle est médaillée d'argent aux Jeux de 1976.

## Carrière
Membre de l'équipe de l'Union soviétique aux Jeux olympiques d'été de 1976, elle remporte la médaille d'argent du huit.

## Palmarès

### Jeux olympiques
- Jeux olympiques d'été de 1976 à Montréal ( Canada) :
  -  médaille d'argent en huit